# Elverhøj (film fra 1910, Biorama)
 For alternative betydninger, se Elverhøj (flertydig). (Se også artikler, som begynder med Elverhøj)
Elverhøj er en dansk stumfilm fra 1910 produceret af Biorama og instrueret af Jørgen Lund. Filmen er baseret på Johan Ludvig Heibergs skuespil Elverhøj fra 1828.
Filmen havde biografpremiere den 29. september 1910 i Royal-Biografen. 

## Handling
To spædbørn forbyttes. Den adeligt fødte Elisabeth Munk bliver fundet på Elverhøjen og vokser op som bondepigen Agnete, som alle på egnen tror er elverpige. Her træffer hun ridder Ebbesen og de to forelsker sig i hinanden. Men Ebbesen skal giftes med en kvinde af hans egen stand – den kvinde, der er vokset op som Elisabeth Munk. Kong Christian d. 4. fatter mistanke om, at noget er fordækt og beslutter sig for at opklare sagens rette sammenhæng.

## Medvirkende
- Jørgen Lund - Kong Christian d. 4.
- Carl Petersen - Erik Walkendorff, herre til Højstrup
- Agnes Lorentzen - Elisabeth Munk, Walkendorfs myndling
- Franz Skondrup - Albert Ebbesen, kgl. lensmand
- Ludvig Nathansen - Poul Flemming, hofmand i kongens følge
- Christian Nobel - Henrik Rud, hofmand i kongens følge
- Victoria Petersen - Karen, en bondekone
- Karen Møller - Agnete, Karens datter
- Oscar Stribolt - Bjørn Olufson, hushovmester på Højstrup
- Hr. Pederstrup